# Majulah Singapura
Majulah Singapura (Tiến lên, Singapore!) là quốc ca của Singapore. Bản nhạc do Zubir Said soạn vào năm 1958 để làm một nhạc hiệu cho những sự kiện chính thức của Hội đồng thành phố Singapore, nó được chọn làm quốc ca của Singapore vào năm 1959 khi lãnh thổ được tự quản. Đến khi Singapore hoàn toàn độc lập vào năm 1965, Majulah Singapura được chính thức chấp thuận làm quốc ca Singapore. Theo pháp luật, chỉ được hát quốc ca bằng lời tiếng Mã Lai nguyên bản, song tồn tại các bản dịch được ủy quyền phần lời bằng ba ngôn ngữ chính thức khác: tiếng Anh, Quan thoại và Tamil. Bài ca ban đầu được soạn theo điệu Sol trưởng, đến năm 2001 quốc ca được chính thức tái ban bố trong điệu Fa trưởng thấp hơn.
Quốc ca được biểu diễn hoặc hát thường xuyên trong các trường học và doanh trại tại các lễ được tổ chức vào lúc bắt đầu và/hoặc kết thúc mỗi ngày, khi đó quốc kỳ cũng được kéo lên và hạ xuống, và tuyên đọc lời cam kết quốc gia. Người Singapore được đặc biệt khuyến khích hát quốc ca vào những dịp quốc lễ như Khánh điển quốc khánh, và trong các sự kiện thể thao mà đội tuyển Singapore tham dự.

## Lịch sử

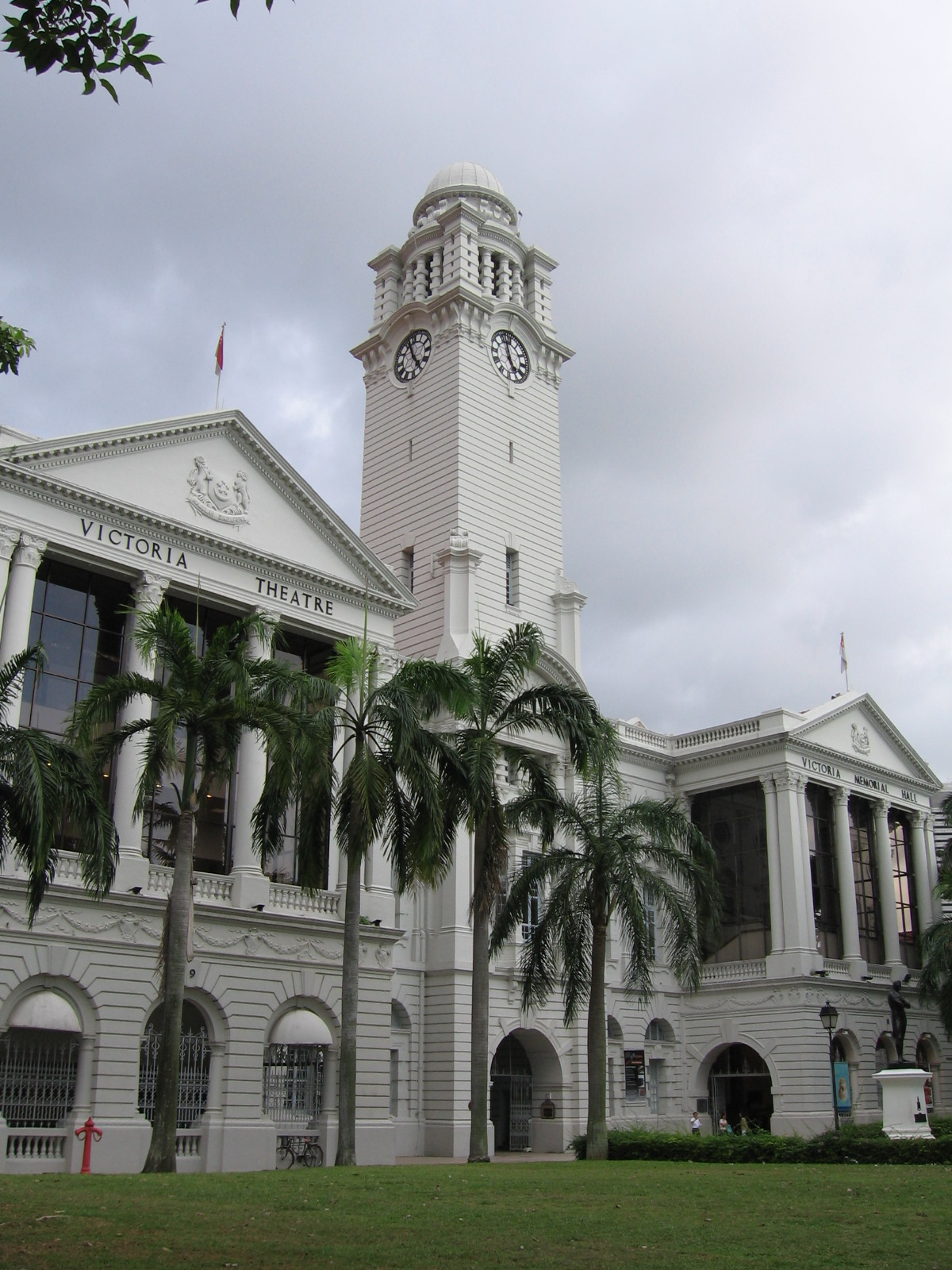
Kịch viện Victoria là nơi Majulah Singapura được trình diễn lần đầu tiên trước công chúng vào ngày 6 tháng 9 năm 1958.

Tác phẩm Majulah Singapura xuất hiện trong một nỗ lực giành độc lập từ Anh Quốc. Trong khi Singapore là một thuộc địa của Anh Quốc, quốc ca của lãnh thổ là "God Save the King (hoặc Queen)". Năm 1951, Quốc vương George VI ban cho thuộc địa vị thế thành phố. Năm 1958, phó thị trưởng của Hội đồng thành phố là Vương Bang Văn đã tiếp cận nhạc sĩ Zubir Said để soạn nhạc hiệu cho những sự kiện chính thức của Hội đồng với tiêu đề Majulah Singapura (nghĩa là "Singapore tiến lên" theo tiếng Mã Lai). Cụm từ này được lựa chọn do nó là một khẩu hiệu được trưng tại Kịch viện Victoria sau khi nó được hồi phục vào năm 1958.
Zubir Said mất một năm để hoàn thành soạn nhạc và lời cho bài ca. Trong một cuộc phỏng vấn vào năm 1984, ông nhớ lại quá trình này: "Khó khăn là trong một giai điệu ngắn như vậy, tôi phải đặt vào tất cả các từ... Nó cần phải rất giản đơn, dễ hiểu đối với mọi chủng tộc tại Singapore... Tôi cũng tham khảo  [sic] một tác giả về tiếng Mã Lai để tôi có thể sáng tác bằng thứ tiếng Mã Lai chính xác song không quá sâu và không quá khó." Tổng hợp triết lý của ông khi sáng tác quốc ca, Zubir Said trích dẫn tục ngữ Mã Lai "Di mana bumi dipijak, di situ langit dijunjung" ("Bạn nên đỡ lấy bầu trời vùng đất mà bạn sống").
Tác phẩm hoàn thiện được trình diễn lần đầu tiên vào ngày 6 tháng 9 năm 1958 bởi Nhạc đoàn thính phòng Singapore vào cuối buổi hòa nhạc tại Kịch viện Victoria nhằm kỷ niệm sự kiện kịch viện được chính thức mở cửa lại.
Năm 1959, Singapore được trao quyền tự quản và Hội đồng thành phố bị giải thể. Chính phủ nhận thấy rằng cần có một quốc ca để đoàn kết các chủng tộc khác nhau tại Singapore. Phó Thủ tướng Đỗ Tiến Tài chọn bài ca của Hội đồng thành phố do nó đã phổ biến. Theo yêu cầu của Đỗ Tiến Tài, Zubir Said sửa đổi lời và giai điệu, và Quốc hội thông qua bài ca sửa đổi này vào ngày 11 tháng 11 năm 1959. Ngày 30 tháng 11, Sắc lệnh Quốc ca và Quốc kỳ và Quốc huy Singapore 1959 được thông qua nhằm điều chỉnh việc sử dụng và trình bày những biểu trưng quốc gia này.
Majulah Singapura chính thức được giới thiệu với quốc dân vào ngày 3 tháng 12 năm khi Yusof bin Ishak được phong làm Yang di-Pertuan Negara, tức nguyên thủ quốc gia của Singapore. Cùng trong dịp này, quốc kỳ và quốc huy được giới thiệu. Sau khi Singapore hoàn toàn độc lập từ Malaysia vào ngày 9 tháng 8 năm 1965, Majulah Singapura được chính thông qua làm quốc ca của nước Cộng hòa Singapore.

## Sử dụng
Trong các trường tiểu học của Singapore, có những bài học liên quan đến quốc ca và hát quốc ca, chúng nằm trong chương trình giáo dục công dân và đạo đức. Quốc ca được hát tại toàn bộ các trường học phổ thông và các doanh trại trong những lễ được tổ chức vào lúc bắt đầu và/hoặc kết thúc mỗi ngày, trong khi quốc kỳ được thượng và hạ, và tuyên đọc lời cam kết quốc gia.
Người Singapore được đặc biệt khuyến khích hát quốc kỳ trong những dịp quốc lễ hoặc sự kiện quan trọng của quốc gia, như Khánh điển quốc khánh, tại các lễ kỉ niệm quốc khánh do các cơ sở giáo dục và cơ quan chính phủ tiến hành, và trong các sự kiện thể thao có đội tuyển Singapore tham dự.
Theo quy ước, các cá nhân ở tư thế chào khi quốc ca được trình diễn, bằng cách đưa tay lên sát mặt. Khi quốc kỳ được thượng hoặc hạ và quốc ca cất lên, các cá nhân trong trang phục quân sự hoặc bán quân sự đội mũ và đối diện với quốc kỳ. Nếu họ ở trong đội hình theo lệnh của một chỉ huy thì chỉ người chỉ huy chào; còn nếu không thì toàn bộ nhân viên phục vụ phải chào. Chào là không cần thiết nếu nhân viên phục vụ ở bên ngoài nơi một quốc kỳ được thượng hoặc hạ. Trong những trường hợp như vậy, các cá nhân chỉ cần dừng việc đang làm và đứng ở tư thế nghiêm.
Sử dụng quốc ca được chi phối bởi Phần IV của các quy tắc Quốc huy và Quốc kỳ và Quốc ca Singapore theo Đạo luật Quốc huy và Quốc kỳ và Quốc ca Singapore. Các quy định như sau:
- Quốc ca có thể được trình diễn hoặc hát trong sự kiện thích hợp bất kỳ.[14] Đặc biệt, nó cần phải được trình diễn khi Tổng thống nhận một chào toàn thể.[15]
- Khi quốc ca được trình diễn hoặc hát, mọi cá nhân hiện diện cần phải đứng lên để biểu thị sự tôn trọng.[16]
- Liên quan đến cải biên âm nhạc của quốc ca:
  - Bất kỳ cá nhân nào trình diễn hoặc hát quốc ca cần phải thực hiện theo cải biến chính thức được quy định trong điều thứ ba của Đạo luật hoặc bất kỳ cải biên khác được cấp phép theo đoạn tiếp theo của Đạo luật.[17]
  - Quốc ca có thể được cải biên theo bất kỳ kiểu nào mà vẫn giữ được phẩm giá, tùy thuộc vào các điều kiện sau:
(a) quốc ca cần phải không được kết hợp vào bất kỳ tác phẩm nào khác hoặc bản nhạc hỗn hợp; và
(b) mọi cải biên quốc ca cần phải phản ánh chính xác đầy đủ các điệu và đầy đủ lời chính thức của quốc ca.[18]
  - Bất kỳ cá nhân nào hát quốc ca cũng cần phải theo lời chính thức và không được hát bất kỳ bản dịch nào của phần lời này.[19]

Ngoài ra, hướng dẫn do Bộ Thông tin, Truyền thông và Nghệ thuật ban hành ghi rằng các bản nhạc khí và thanh âm đều có thể được trình diễn, và rằng tôn nghiêm và lễ nghi cần phải được nhận thấy mỗi khi quốc ca được chơi hoặc hát.

## Bản dịch
Trong một phỏng vấn năm 1989, Đỗ Tiến Tài nói rằng sẽ thích hợp nếu quốc ca có phần lời bằng tiếng Mã Lai, "ngôn ngữ bản địa của khu vực, do tiếng Anh không phải là bẩm sinh ở bộ phận này của thế giới." Ông nhận thấy rằng "phiên bản tiếng Mã Lai của quốc ca có thể kêu gọi mọi chủng tộc... nó có thể hiểu dễ dàng. Và đồng thời có thể dễ dàng ghi nhớ... Nó cần phải ngắn, vào thẳng vấn đề;... và có thể hát".
Ngày 22 tháng 7 năm 1991, nhật báo Anh ngữ The Straits Times tường trình rằng trong một cuộc họp giữa thủ tướng đương thời là Ngô Tác Đống và các lãnh đạo cộng đồng, một nhóm gồm các lãnh đạo cơ sở và luật sư đề xuất "điều chỉnh" quốc ca với lý do nhiều người Singapore không thể hát quốc ca bằng tiếng Mã Lai và do đó không có cảm xúc mạnh khi họ hát quốc ca. Một số lãnh đạo cơ sở lập luận rằng do người Hoa chiếm đa số trong dân cư, một phiên bản Quan thoại của quốc gia nên được sử dụng. Thủ tướng phản ứng rằng ông sẽ giữ nguyên quốc ca trong khi đảm bảo rằng các bản dịch trong những ngôn ngữ mẹ đẻ khác dễ khả dụng hơn. Đề xuất cải biến lời cũng bị cựu Phó thủ tướng S. Rajaratnam chỉ trích, ông cho rằng phần lời tiếng Mã Lai của quốc ca đã là quá đơn giản để có thể hát. Ông cũng lưu ý rằng quốc ca đã được dịch sang ba ngôn ngữ chính thức khác của Singapore (Anh, Quan thoại và Tamil) cho những người không hiểu tiếng Mã Lai.
Một cuộc thăm dò do The Straits Times tiến hành cho thấy nhiều người Singapore biết ý nghĩa tổng thể của quốc ca, song chỉ 7/35 người được phỏng vấn biết ý nghĩa của mỗi từ, song tất cả đều có cảm giác tự hào khi nghe quốc ca.

## Cải biên và ghi âm
Một phiên bản rút gọn của Majulah Singapura được các cơ cấu chính thức sử dụng từ năm 1965, tồn tại một phiên bản mở rộng chỉ sử dụng trong các sự kiện lễ nghi lớn. Những biên bản này được một người Anh tên là Michael Hurd cải biên. Sự cải biên này được ghi nhận lần đầu tiên khi Dàn nhạc giao hưởng Singapore trình diễn dưới sự chỉ huy của Lâm Diệu vào năm 1989.
Phiên bản gốc của quốc ca có điệu Sol trưởng, song đến năm 1983 các trường học phát hành một băng ghi âm giáo dục gây nhầm lẫn phổ biến do hát bằng điệu Fa trưởng. Năm 1993, phiên bản Majulah Singapura ngắn hơn được tuyên bố là phiên bản chính thức.
Ngày 19 tháng 1 năm 2001, Majulah Singapura được chính thức tái ban bố theo điệu Fa trưởng, và điều này được cho là một "cải biên uy nghi hơn và gây cảm hứng hơn"

## Phần lời
| Tiếng Mã Lai (lời chính thức) | Tiếng Anh |
| --- | --- |
| Mari kita rakyat Singapura sama-sama menuju bahagia; Cita-cita kita yang mulia, berjaya Singapura. Marilah kita bersatu dengan semangat yang baru; Semua kita berseru, Majulah Singapura, Majulah Singapura! Marilah kita bersatu dengan semangat yang baru; Semua kita berseru, Majulah Singapura, Majulah Singapura! | Come, fellow Singaporeans Let us progress towards happiness together May our noble aspiration bring Singapore success Come, let us unite In a new spirit Together we proclaim Onward Singapore Come, let us unite In a new spirit Together we proclaim Onward Singapore |

| Quan thoại | Tiếng Tamil |
| --- | --- |
| 来吧，新加坡人民， 让我们共同向幸福迈进； 我们崇高的理想， 要使新加坡成功。 来吧，让我们以新的精神， 团结在一起； 我们齐声欢呼： 前进吧，新加坡！ 来吧，让我们以新的精神， 团结在一起； 我们齐声欢呼： 前进吧，新加坡！ | சிங்கப்பூர் மக்கள் நாம் செல்வோம் மகிழ்வை நோக்கியே சிங்கப்பூரின் வெற்றிதான் சிறந்த நம் நாட்டமே ஒன்றிணைவோம் அனைவரும் ஓங்கிடும் புத்துணர்வுடன் முழுங்குவோம் ஒன்றித்தே முன்னேறட்டும் சிங்கப்பூர் ஒன்றிணைவோம் அனைவரும் ஓங்கிடும் புத்துணர்வுடன் முழுங்குவோம் ஒன்றித்தே முன்னேறட்டும் சிங்கப்பூர் |

### Chuyển từ
| Quan thoại | Tiếng Tamil |
| --- | --- |
| Lái ba, xīnjiāpō rénmín, Ràng wǒmen gòngtóng xiàng xìngfú màijìn; Wǒmen chónggāo de lǐxiǎng, Yào shǐ xīnjiāpō chénggōng. Lái ba, ràng wǒmen yǐ xīn de jīngshén, Tuánjié zài yīqǐ; Wǒmen qí shēng huānhū: Qiánjìn ba, xīnjiāpō! Lái ba, ràng wǒmen yǐ xīn de jīngshén, Tuánjié zài yīqǐ; Wǒmen qí shēng huānhū: Qiánjìn ba, xīnjiāpō! Qiánjìn ba, xīnjiāpō! | Ciṅkappūr makkaḷ nām Celvom makiḻvai nōkkiyē Ciṅkappūriṉ veṟṟitāṉ Ciṟanta nam nāṭṭamē Oṉṟiṇaivōm aṉaivarum Ōṅkiṭum puttuṇarvuṭaṉ Muḻuṅkuvōm oṉṟittē Muṉṉēṟaṭṭum ciṅkappūr Muṉṉēṟaṭṭum ciṅkappūr Oṉṟiṇaivōm aṉaivarum Ōṅkiṭum puttuṇarvuṭaṉ Muḻuṅkuvōm oṉṟittē Muṉṉēṟaṭṭum ciṅkappūr: Muṉṉēṟaṭṭum ciṅkappūr! |

## Dịch nghĩa tiếng Việt
Hỡi người dân Singapore

Hãy cùng nhau tiến bước lên hạnh phúc

Chúng ta có cùng chung một lý tưởng

Là mong muốn Singapore thành công.
Hãy cùng nhau đoàn kết như một

Trong một tinh thần mới

Chúng ta cùng đồng thanh hô vang!

Tiến lên nào, Singapore!

Tiến lên nào, Singapore!
Hãy cùng nhau đoàn kết như một

Trong một tinh thần mới

Chúng ta cùng đồng thanh hô vang!

Tiến lên nào, Singapore!

Tiến lên nào, Singapore!